# Cassio
Cassio is een Belgisch-Franse stripreeks die begonnen is in april 2009 met Stephen Desberg als schrijver en Henri-Joseph Reculé als tekenaar.

## Albums
Alle albums zijn geschreven door Stephen Desberg, getekend door Henri-Joseph Reculé en uitgegeven door Le Lombard.
| Nummer | Titel                         |
| ------ | ----------------------------- |
| 1      | De eerste moordenaar          |
| 2      | De tweede messteek            |
| 3      | De derde wond                 |
| 4      | Het laatste bloed             |
| 5      | De weg naar Rome              |
| 6      | De lokroep van de pijn        |
| 7      | Een godin ontwaakt            |
| 8      | De schilder van de dood       |
| 9      | Het rijk van de herinneringen |